# Franz-Ludwig Schenk Graf von Stauffenberg
Franz-Ludwig Gustav Schenk Graf von Stauffenberg (Bamberga, 4 maggio 1938) è un politico e procuratore tedesco, membro del CSU.

## Biografia
Dopo il fallito attentato di suo padre contro Adolf Hitler del 20 luglio 1944, fu mandato insieme ai suoi fratelli e alla sorella in un orfanotrofio a Bad Sachsa, in Bassa Sassonia, e gli fu dato il cognome "Meister", in quanto per i nazisti il cognome von Stauffenberg era inaccettabile proprio a causa del ruolo di Claus Schenk von Stauffenberg nel complotto. Sua madre, i due fratelli maggiori e la sorella minore furono allo stesso modo arrestati per via della legge nazista del Sippenhaft.
È stato un membro del Bundestag dal 1976 al 1987 e membro del parlamento europeo dal 1984 al 1992.
Nel 1994, in occasione della commemorazione del cinquantesimo anniversario del complotto del 20 luglio, ha richiesto che i comunisti, che hanno combattuto nell'Armata Rossa, nel Comitato nazionale per una Germania libera, non dovevano essere onorati insieme a suo padre. Secondo Stauffenberg, i comunisti intendevano sostituire il Partito Nazista con un'altra dittatura a partito unico. Questa richiesta ottenne molti sostenitori di spicco, incluso anche il ministro della difesa federale Volker Rühe.

## Famiglia
È il terzo figlio di Claus Schenk Graf von Stauffenberg e Nina Schenk Gräfin von Stauffenberg. Si è sposato con Elisabeth Freiin von und zu Guttenberg (Pähl, 5 luglio 1944), della stirpe dei Guttenberg, il 25 maggio 1965 a Guttenberg. Dal loro matrimonio sono nati quattro figli.